# Fondation Rêves d'enfants
Fondation Rêves d’enfants (connue en anglais sous le nom The Children’s Wish Foundation) est un organisme canadien non gouvernemental à but non lucratif qui donne la possibilité aux enfants âgés de 3 à 17 ans atteints d’une maladie qui menace de réaliser le plus grand rêve de leur vie.

## Historique
Les débuts de la fondation se font en 1984 autour de la table de cuisine de Laura Cole, bénévole.  À ses débuts, la fondation accordait moins d'une vingtaine de rêves par année.  De nos jours, plus de 1000 rêves sont exaucés chaque année.
Depuis ses débuts en 1984, la Fondation Rêves d’enfants a accordé plus de 19 000 rêves au Canada, dont 6 000 au Québec (chiffres de 2013). La plupart des enfants rêvent d’un voyage, d’autres désirent rencontrer une vedette du cinéma ou de la télévision, ou encore un athlète.

## Organisation
Le siège national de la Fondation Rêves d’enfants est situé à Pickering, près de Toronto au Canada. Des divisions dans chaque province veillent à la réalisation des objectifs de la fondation. Au Québec et en Ontario, les plus grandes provinces et les plus peuplées, deux bureaux se partagent le travail.